# Bremusa
Na mitologia grega, Bremusa foi uma guerreira amazona. Ser nome significa "mulher furiosa". Ela lutou com Penthesilea em Troia e foi morta por Idomeneu.